# Lukas-Passion (Schütz)
Die Lukas-Passion (SWV 480), voller Titel: Historia des Leidens und Sterbens unseres Herrn und Heiland Jesu Christi nach dem Evangelisten St. Lukas, ist ein geistliches Chorwerk komponiert von Heinrich Schütz. Es stammt aus dem Jahre 1653 und bildet den ersten Teil der Choral-Trilogie, welche er später mit der Johannes-Passion (1665/66) und der Matthäus-Passion (1666) vollendete. 
Das Werk steht in f-Lydisch und die Aufführungsdauer beträgt etwa 40 Minuten.
Die Besetzung (Gemischter Chor / SATB) ist, ungleich der berühmten Passionen Bachs, rein vokal.